# James Ferguson-Lees
Ian James Ferguson-Lees (San Remo, 8 de enero de 1929  - 11 de enero de 2017) fue un ornitólogo británico. 

## Vida y obra
Pasó sus primeros años en Italia y Francia, pero se educó en Bedford, Inglaterra. Rechazó la oportunidad de estudiar zoología en la Universidad de Oxford para casarse y ser profesor durante siete años.  Cuando era niño, Bernard Tucker le transmitió sus conocimientos sobre aves.
Era un observador de aves, que llegó a observar un zorzal oscuro en Hartlepool. En 1952, Max Nicholson lo convenció para que se convirtiera en editor de British Birds. 
En 1957 participó en la expedición hispano-británica a Doñana.
Fue miembro del Comité de Rarezas de Aves Británicas de 1959 a 1963 y responsable, junto con John Nelder y Nicholson, de desacreditar las Rarezas de Hastings, una serie de aves falsificadas por un taxidermista. 
Estudió especialmente los  halcones peregrinos y los acentores . 
Tenía dos hijos y dos hijas. 

## Publicaciones
- Ferguson-Lees, James; Campbell, Bruce (1972). A Field Guide to Birds' Nests. Constable, London. ISBN 978-0094583504.
- Ferguson-Lees, James; Campbell, Bruce (editors, 1978-79). The Natural History of Britain and Northern Europe series. Hodder & Stoughton, London.  "A complete survey of our natural history contained, for the first time, in five compact field guides", edited by Ferguson-Lees and Campbell, and authored by other naturalists:
  - Owen, Denis, Towns and Gardens (1978) ISBN 978-0-340-22614-8
  - Darlington, Arnold, Mountains and Moorlands (1978) ISBN 978-0-340-22615-5
  - Boatman, Derrick, Fields and Lowlands (1979) ISBN 978-0-340-23153-1
  - Barnes, Richard, Coasts and Estuaries (1979) ISBN 978-0-340-23154-8
  - Whitton, Brian, Rivers, Lakes and Marshes (1979) ISBN 978-0-340-23155-5

- Ferguson-Lees, James; Christie, David A. (2001). Raptors of the World. Illustrated by Kim Franklin, David Mead, and Philip Burton. Houghton Mifflin. ISBN 978-0-618-12762-7. Consultado el 29 de mayo de 2011.

- Una guía de campo sobre las aves de Gran Bretaña y Europa por Roger Peterson, Guy Mountfort, PAD Hollom . Collins, 1965
  - nueva edición de la obra de 1954; revisada y ampliada en colaboración con Ferguson-Lees y DIM Wallace .
  - Impresión de 1971:ISBN 978-0-00-212020-3
  - Edición 2004:ISBN 978-0-00-719234-2

- Nicholson, EM; y Ferguson-Lees, IJ (1962).The Hastings Rarities. British Birds (agosto de 1962) 55(8): 281.